# Kamelhyrde ved Jericho
Kamelhyrde ved Jericho er en film instrueret af Tue Ritzau efter manuskript af Tue Ritzau.

## Handling
Menneskealdre er gået næsten sporløst hen over landskabet og sædvanerne.